# Batalha de Belchite
A Batalha de Belchite foi uma serie de operações militares que ocorreram na Guerra Civil Espanhola, entre 24 de agosto e 07 de setembro de 1937 nas proximidades da cidade de Belchite, em Aragão.

## Antecedentes
Depois de tentativas frustradas para capturar Brunete, a liderança militar republicana decidiu tentar uma nova série de ofensivas para retardar o avanço nacionalista no norte. A nova campanha foi planejada para Aragão. A decisão foi baseada em considerações políticas e militares, o governo viu-a como uma maneira de diminuir a influencia na região dos anarquistas e de Partido de Unificação Marxista dos Trabalhadores (POUM), ao trazer tropas comunistas e incorporando três divisões anarquistas no recém criado Exército do Leste sob o comando do general Sebastián Pozas. 
Outro objetivo da ofensiva era ocupar Zaragoza, capital da província de Aragão, que estava apenas a poucos quilômetros atrás das linhas inimigas. A captura da capital regional era mais do que um significado simbólico, pois ela também era o centro toda a comunicação da frente de Aragão. 
O primeiro ano da guerra nesta parte da Espanha havia enfatizado que a posse da cidade era de muita maior importância do que o controle de vastas áreas de campo aberto. Os nacionalistas tinham apenas três divisões, espalhadas pelos 300 quilômetros de frente, com a maioria de suas tropas concentradas nas cidades. O plano republicano era romper em oito pontos diferentes num trecho de cem quilômetros entre Zuera e Belchite. A divisão de suas forças de ataque era de dividir os contra-ataque nacionalista e oferecer alvos menores para os bombardeios nacionalistas, não repetindo o erro da Batalha de Brunete.

## Ofensiva republicana
O Exército Republicano do Leste, juntamente com a XI e XV Brigadas Internacionais, iniciou a sua ofensiva com oitenta mil homens, três esquadrões de aviação (noventa aviões no total) e cento e cinco T-26. 
Nas partes norte e centro da frente, os republicanos conseguiram conquistar apenas pouco território, na parte sul, o exército republicano tomou a vila de Mediana imediatamente e Quinto foi tomada no quarto dia da ofensiva. Na aldeia de Codo, três companhias de Requetés pararam duas brigadas republicanas, mas a mais feroz resistência foi encontrada em Belchite, onde sete mil defensores resistiram até 07 de setembro. Estes atrasos no avanço permitiu aos nacionalistas de trazer reforços de outras frentes conseguindo parar a ofensiva.